# Norsk ouverture
Norsk Ouverture is een compositie van Johan Kvandal. Het is een onbekend werk voor orkest dat Kvandal nog componeerde in zijn toenmalige stijl, vaak gebruik makend van Noorse volksmuziek. Al snel zou hij zijn muziek moderniseren dankzij een verblijf in Parijs bij Nadia Boulanger.
Het werk werd voor het eerste gespeeld toen Kvandal al lang weer terug was in Noorwegen. De voorloper van het Oslo Filharmoniske Orkester speelde het op 19 maart 1959. Er zijn een aantal niet-commerciële opnamen, deze werden opgenomen door de concurrenten van het orkest uit Oslo: Bergen filharmoniske orkester en het Noors Radiosymfonieorkest.
Kvandal schreef deze ouverture voor:
- 2 dwarsfluiten, 2 hobo’s, 2 klarinetten, 2 fagotten
- 4 hoorns, 2 trompetten
- pauken
- violen, altviolen, celli, contrabassen